# Бекмеметьев, Олег Николаевич
Оле́г Никола́евич Бекмеме́тьев (род. 3 марта 1968, Глазов, Удмуртская АССР, СССР) — российский государственный деятель, Глава города Ижевска с 19 октября 2018 по 31 мая 2023 года.

## Биография
Окончил Ижевский механический институт по специальности «Импульсные тепловые машины», Всероссийскую академию внешней торговли Министерства торговли Российской Федерации по специальности «Мировая экономика».
С 1993 по 2015 год работал на Чепецком механическом заводе, прошёл путь от инженера-технолога, руководителя группы внешней торговли до заместителя директора по экономике и финансам и заместителя гендиректора по развитию обеспечивающей инфраструктуры и внешним связям.
С 2012 по 2015 год был депутатом Государственного совета Удмуртской Республики. В сентябре 2015 года занял должность главы Глазова.
18 октября 2018 года избран главой Ижевска. Такое решение на внеочередной сессии приняли депутаты Городской думы Ижевска. Кандидатуру Бекмеметьева поддержали 37 депутатов из 38.
26 мая 2023 года подал заявление о прекращении своих полномочий по собственному желанию в связи с переходом на новое место работы. 31 мая отставка была принята Ижевской городской думой.
В начале июля 2023 года ряд анонимных Telegram-каналов сообщил о задержании Олега Бекмеметьева в аэропорту, однако официального подтверждения этого факта предоставлено не было. 26 июля стало известно о возбуждении уголовного дела в отношении бывшего Главы города в связи со «злоупотреблением должностными полномочиями, совершенным главой органа местного самоуправления» (ч. 2 ст. 285 УК РФ). Решением суда Индустриального района Ижевска чиновник на 2 месяца был отправлен под домашний арест. В тот же день было приостановлено его членство в партии «Единая Россия».

## Награды и звания
- Почётная грамота Правительства Удмуртской Республики.
- Памятная медаль «20 лет Государственному Совету Удмуртской Республики».
- Медаль МЧС России «20 лет МЧС России».